# 斯普林菲爾德森特 (紐約州)
斯普林菲爾德森特（英語：Springfield Center）是位於美國紐約州奧齊戈縣的普查規定居民點。

## 人口
根據2020年美國人口普查的數據，斯普林菲爾德森特的面積為12.49平方千米，當中陸地面積為12.47平方千米，而水域面積為0.02平方千米。當地共有人口336人，而人口密度為每平方千米26.9人。